# Kolosi Török István
Kolosi Török István (Kolozs, 1610 – Csíkszentmárton, 1652) unitárius lelkész, tanító, költő, prédikátor.

## Életútja
Unitárius szülők gyermeke. Bethlen Ferenc fejedelmi udvarmester házában nevelkedett; majd szülővárosában tanítóskodott Szentmártoni Bodó János unitárius pap mellett. 1631 tavasza és 1636 között torockószentgyörgyi pap volt. Innét Nyárádvölgybe került. 1640-ben a csíkszentmártoni unitárius egyház papja lett és azon év június 21-én a tordai zsinat egyházi közjegyzőjévé választatott. Később a marosi egyházkör esperese lett. 1630-ban kezdett verselni; 1635-ben adta ki másik költeményét, Kolozs város tanácsának, «mint kegyes Patronusinak» ajánlva.

## Munkái
- Az Asszonyi Nemnek nemességéről, méltóságáról és ditséretéről való Rythmusok. Kolozsvár, (1630. Egyetlen csonka példánya az Erdélyi Múzeum könyvtárában. Újabb kiadása: Lőcse, 1655.).
- Az Szent Janos Evangelista és Apostol Historiaia. Miképpen Ephésus városában lévő Diana templomabol üzött ki egy ördögöt; az után Domitianus Romai Imperatortol Pathmos szigetiben számkivetettvén Cynopsot az ördöngösök Fejedelmét az Tengerben vesztette, és az ördöngösöket Pathmos szigetiből el üzvén, Phora városában az Evangeliomot nagy haszonnal hirdette. Authore T. Colosino. (Írta Reuchlin János. Ehhez külön czímlap nélkül: Az világi embereknek bolondságán és nyomorúságán való Siralom. Írta Marsinus Ficinus). Kolozsvár, 1635. A versfejekben Stephanus Kolosi Ludimagister patriae).
- Az Eggyes eletnek kedvetlen és káros voltárol, az Társal valonak gyönyörüseggel tellyes hasznárol, s = az io Gazda aszszonynak ditsiretiröl iratott versek. Az Farizeus és Fukar Eneke notaiara. Ezek mellé adatott az Kakasrol vött Hasonlatossagban a Papok tisztirül valo Enekis. Latinbol ford. (Uo. 1643. Egyetlen példánya az erdélyi Múzeumban. Újabb kiadásai. Lőcse, 1647., 1688. és 1696.